# Supertungvikt i grekisk-romersk stil i brottning vid olympiska sommarspelen 1976
Herrarnas brottningsturnering i grekisk-romersk stil i viktklassen supertungvikt vid olympiska sommarspelen 1976 avgjordes i Maurice Richard Arena i Montréal. 

## Medaljörer
| Klass         | Guld                                  | Silver                      | Brons                     |
| Supertungvikt | Aleksandr Koltjinskij · Sovjetunionen | Alexander Tomov · Bulgarien | Roman Codreanu · Rumänien |

## Resultat
Legend
- TF — Vinst genom fall
- IN — Vinst genom att motståndaren skadas
- DQ — Vinst genom passivitet
- D1 — Vinst genom passivitet, vinnaren är också passiv
- D2 — Båda brottarna förlorade på grund av passivitet
- FF — Vinst genom förverkande
- DNA — Anlände inte
- TPP — Totala straffpoäng
- MPP — Matchstraffpoäng

Straff
- 0 — Vinst genom fall, teknisk överlägsenhet, passivitet, skada och förverkande
- 0.5 — Vinst på poäng, 8-11 poängs skillnad
- 1 — Vinst på poäng, 1-7 poängs skillnad
- 2 — Vinst på passivitet,  vinnaren är också passiv
- 3 — Förlust på poäng, 1-7 poängs skillnad
- 3.5 — Förlust på poäng, 8-11 poängs skillnad
- 4 — Förlust genom fall, teknisk överlägsenhet, passivitet, skada och förverkande

### Elimineringsrunda

#### Omgång 1
| TPP | MPP |                        | Poäng     |                             | MPP | TPP |
| --- | --- | ---------------------- | --------- | --------------------------- | --- | --- |
| 4   | 4   | János Rovnyai (HUN)    | DQ / 7:22 | Roman Codreanu (ROU)        | 0   | 0   |
| 0   | 0   | Richard Wolff (FRG)    | DQ / 5:00 | Arne Robertsson (SWE)       | 4   | 4   |
| 4   | 4   | Mamadou Sakho (SEN)    | DQ / 3:20 | Seiji Matsunaga (JPN)       | 0   | 0   |
| 4   | 4   | Aleksandar Tomov (BUL) | TF / 1:14 | William Lee (USA)           | 0   | 0   |
| 4   | 4   | Henryk Tomanek (POL)   | TF / 2:40 | Aleksandr Koltjinskij (URS) | 0   | 0   |
| 0   | 0   | Einar Gundersen (NOR)  | DQ / 4:57 | Carlos Braconi (ARG)        | 4   | 4   |

#### Omgång 2
| TPP | MPP |                             | Poäng     |                        | MPP | TPP |
| --- | --- | --------------------------- | --------- | ---------------------- | --- | --- |
| 4   | 0   | János Rovnyai (HUN)         | TF / 1:34 | Richard Wolff (FRG)    | 4   | 4   |
| 0   | 0   | Roman Codreanu (ROU)        | TF / 3:59 | Arne Robertsson (SWE)  | 4   | 8   |
| 8   | 4   | Mamadou Sakho (SEN)         | TF / 1:03 | Aleksandar Tomov (BUL) | 0   | 4   |
| 4   | 4   | Seiji Matsunaga (JPN)       | DQ / 7:14 | William Lee (USA)      | 0   | 0   |
| 4   | 0   | Henryk Tomanek (POL)        | DQ / 6:54 | Einar Gundersen (NOR)  | 4   | 4   |
| 0   | 0   | Aleksandr Koltjinskij (URS) | TF / 0:48 | Carlos Braconi (ARG)   | 4   | 8   |

#### Omgång 3
| TPP | MPP |                             | Poäng     |                        | MPP | TPP |
| --- | --- | --------------------------- | --------- | ---------------------- | --- | --- |
| 8   | 4   | János Rovnyai (HUN)         | DQ / 6:51 | Aleksandar Tomov (BUL) | 0   | 4   |
| 0   | 0   | Roman Codreanu (ROU)        | DQ / 5:15 | Richard Wolff (FRG)    | 4   | 8   |
| 4   | 4   | William Lee (USA)           | DQ / 8:35 | Henryk Tomanek (POL)   | 0   | 4   |
| 0   | 0   | Aleksandr Koltjinskij (URS) | TF / 2:33 | Einar Gundersen (NOR)  | 4   | 8   |

#### Omgång 4
| TPP | MPP |                             | Poäng     |                      | MPP | TPP |
| --- | --- | --------------------------- | --------- | -------------------- | --- | --- |
| 2   | 2   | Roman Codreanu (ROU)        | D1 / 7:30 | William Lee (USA)    | 4   | 8   |
| 4   | 0   | Aleksandar Tomov (BUL)      | TF / 0:23 | Henryk Tomanek (POL) | 4   | 8   |
| 0   |     | Aleksandr Koltjinskij (URS) |           | Bye                  |     |     |

#### Sista omgångarna
| TPP | MPP |                             | Poäng     |                        | MPP | TPP |
| --- | --- | --------------------------- | --------- | ---------------------- | --- | --- |
|     | 0   | Aleksandr Koltjinskij (URS) | TF / 0:37 | Roman Codreanu (ROU)   | 4   |     |
| 1   | 1   | Aleksandr Koltjinskij (URS) | 12 - 6    | Aleksandar Tomov (BUL) | 3   |     |
| 8   | 4   | Roman Codreanu (ROU)        | IN / 0:32 | Aleksandar Tomov (BUL) | 0   | 3   |